# Озеро-Карачи (курортный посёлок)
Озеро-Карачи — курортный посёлок (населённый пункт) в Чановском районе Новосибирской области. Входит в состав Озеро-Карачинского сельсовета.

## География
Площадь посёлка — 88 гектаров.

## Население
| 1996  | 2002  | 2007  | 2010  | 2011  | 2012  | 2013  |
| ----- | ----- | ----- | ----- | ----- | ----- | ----- |
| 2200  | ↘1764 | ↘1749 | ↘1463 | ↗1638 | ↘1577 | ↘1508 |
| 2014  | 2015  |       |       |       |       |       |
| ↘1502 | ↗1507 |       |       |       |       |       |

## Улицы
| - пер. Восточный, - ул. Дачная, - ул. Дорожная, - пер. Новый, | - ул. Озёрная, - ул. Полевая, - ул. Рабочая, - ул. Тихая, | - ул. Школьная, - пер. Южный, - ул. Юрченко. |

## Инфраструктура
В посёлке по данным на 2007 год функционируют 2 учреждения образования.

## Известные уроженцы
- Болотова, Жанна Андреевна (род. 1941) — советская и российская актриса театра и кино, народная артистка РСФСР.